# Guette

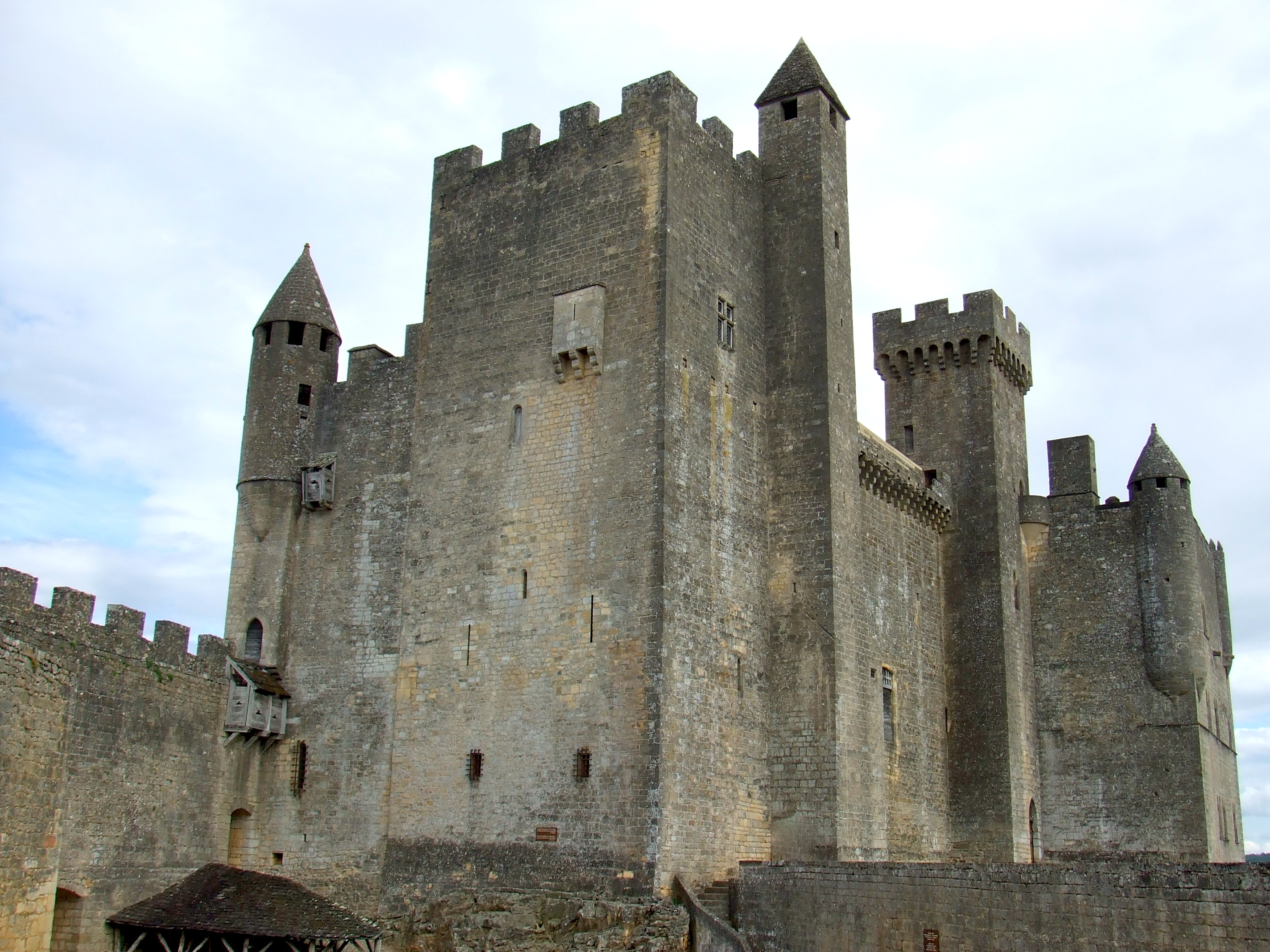
La guette au sommet du donjon du château de Beynac (Dordogne).

Une guette est un élément de l'architecture militaire au Moyen Âge.
Il s'agit d'une tourelle qui peut être située sur le donjon, ou la plus haute tour d'un château, ou lui être accolée. Dans les deux cas, le sommet de cette tourelle est le point culminant du château.
Le rôle de cette tourelle est de servir de poste d'observation élevé à un guetteur d'où son nom.
Un exemple étonnant de guette est visible dans les ruines du château de Castelnau-de-Lévis où l'essentiel du château a disparu mais où la guette accolée au donjon subsiste dans son intégralité. Un autre bel exemple est visible au château de Billy.